# Geodetisk mätning

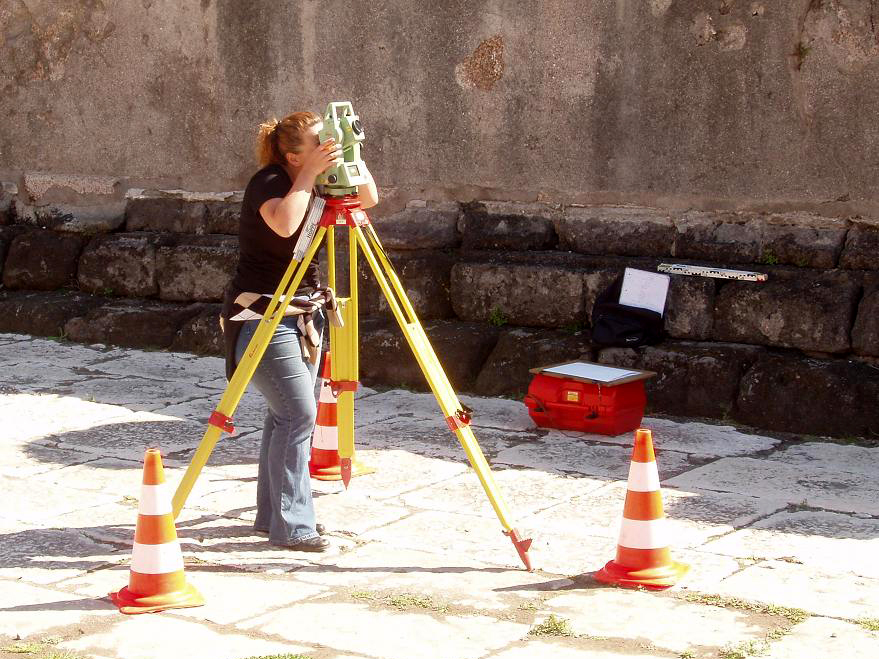
Inmätning med totalstation.

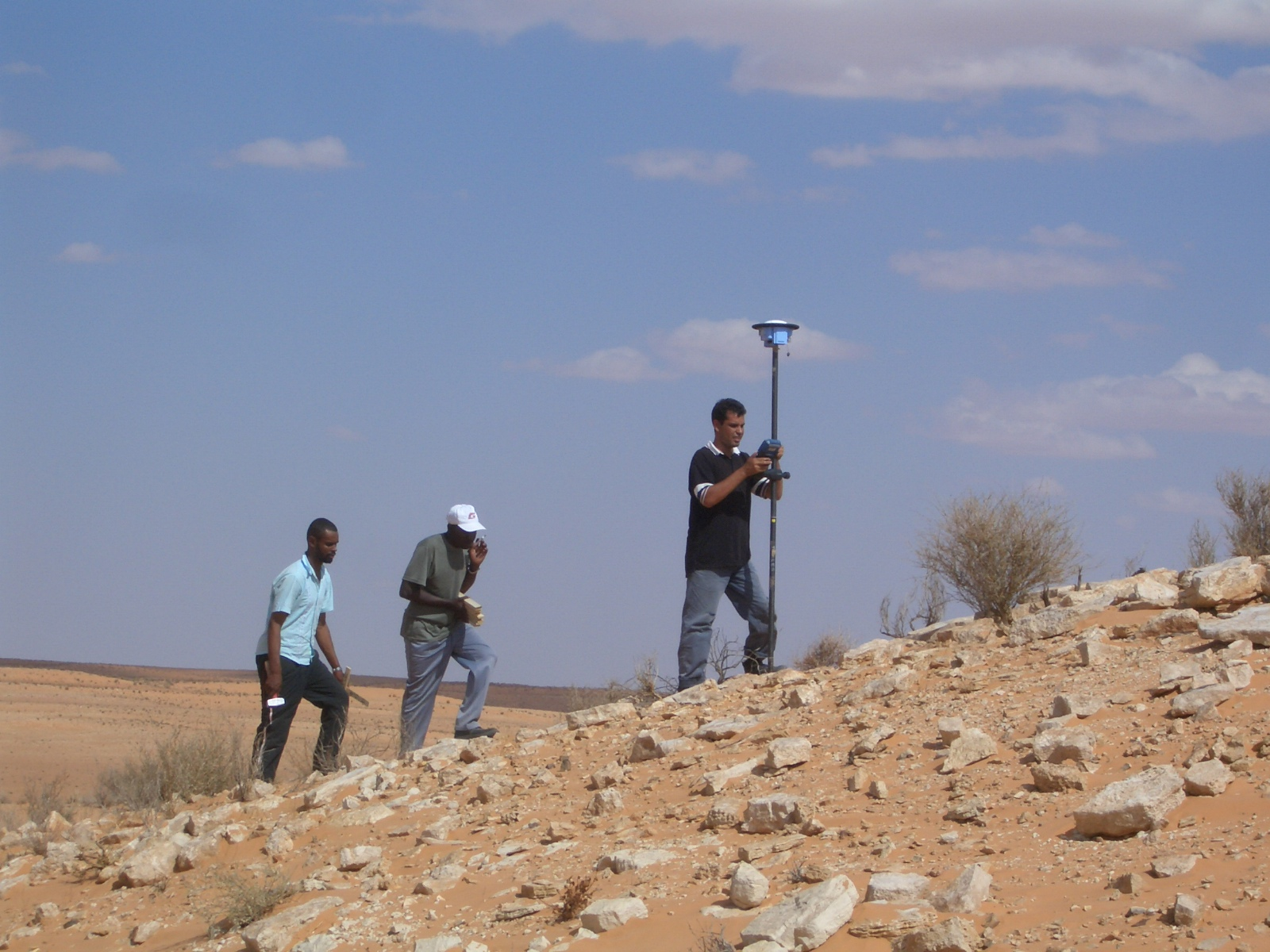
Utsättning med rover.

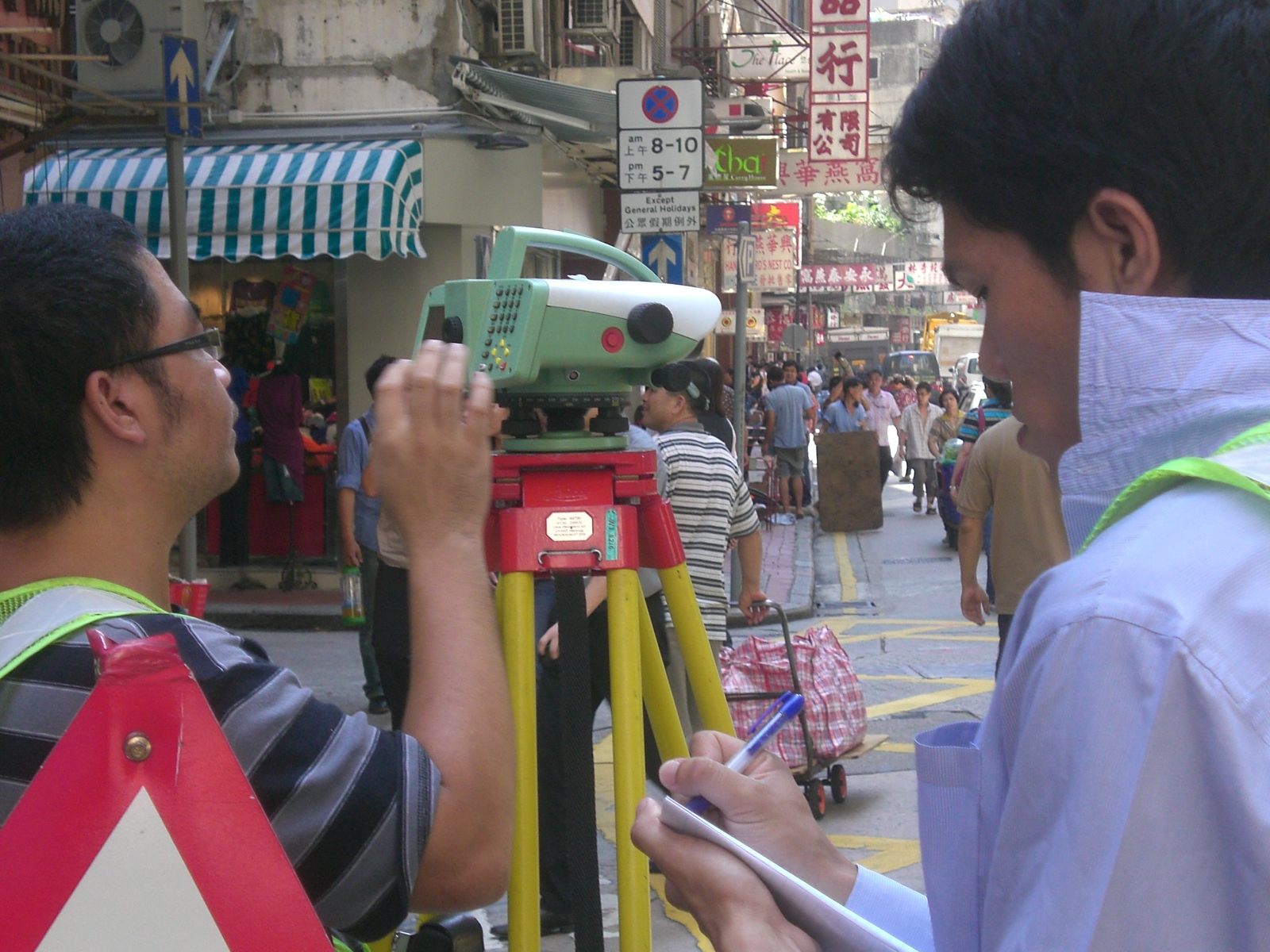
Avvägning med digitalt avvägningsinstrument.

Geodetisk mätning, eller i Finland planläggningsmätning, är när man mäter in eller sätter ut punkter eller detaljer på marken med hög noggrannhet, ofta mindre än ett par centimeter, i förhållande till ett referenssystem.  Det kan till exempel röra sig om inmätning av ett hus som en granne upplever står på sin tomt eller utsättning av en väg som skall anläggas.
Geodetisk mätning delas i Sverige in i stommätning, inmätning av punkter i stomnät för att fastställa deras lägen i plan, höjd eller bådadera, och detaljmätning, inmätning eller utsättning av detaljer i terrängen utifrån punkter i ett stomnät.  Utöver geodetisk mätning används även fotogrammetrisk mätning, mätning av detaljer på marken med hjälp av stereobilder tagna från flygplan.

## Planmätning och höjdmätning
Traditionellt har man på grund av olika mätmetoders och instruments tekniska begränsningar skiljt på mätningar i horisontalplanet och mätningar av höjdskillnader.  Man har helt enkelt inte kunna mäta i höjd tillräckligt noga med instrument som i huvudsak varit avsedda för planmätning och höjdskillnader mäter man fortfarande noggrannast med avvägning.
Moderna totalstationer kan dock mäta höjd tillräckligt bra för att man ofta skall kunna använda dem för höjdmätning. Om kraven på noggrannhet blir för stora måste man dock fortfarande mäta höjden med avvägning i stället.

## Stommätning
Vid stommätning mäter man med hög noggrannhet in punkter i ett geodetiskt stomnät för att sedan beräkna deras koordinater och/eller höjder.

### Plana nät
Ända fram till mitten på 1900-talet användes i huvudsak triangulering med hjälp av en bassträcka uppmätt mellan två punkter och mätning av vinklarna mellan punkterna i nätet med teodolit.  När sedan geodimetern kom och man började kunna mäta avstånd med avsevärt mycket högre noggrannhet än tidigare började man även använda avståndsmätning mellan stompunkterna.
Idag har stommätningen förenklats radikalt i och med tillkomsten av totalstationer, som är relativt kompakta och kan mäta vinklar och avstånd med hög noggrannhet, och datorer och programvaror som avsevärt minskar beräkningsbördan.

### Höjdnät
För att få punkters höjd brukar man i stomnät hellre använda avvägning då det ger högre noggrannhet.  Ofta ingår punkter både i ett plant nät och ett höjdnät.

## Detaljmätning
Vid detaljmätning utgår man från punkter i ett stomnät och mäter från dem in eller sätter ut detaljer i terrängen.
Liksom med stommätningen har även detaljmätningen avsevärt förenklats av totalstationerna.  På senare år har det även blivit allt populärare att använda en rover med nätverks-RTK som enkelt uttryckt är en avancerad GPS-mottagare som via till exempel GSM-nätet får korrigeringar av GPS-signalen.  Den tekniken har dock problemet att den inte alltid är tillräckligt noggrann och inte kan användas inomhus, i tät skog eller för nära hus och annat som skymmer eller kan förvanska signalerna från satelliterna.
Det som skiljer i användning av totalstation och rover är att en rover är smidigare att ha med sig och använda.  Man har bara rovern och eventuellt ett litet stativ att ta med sig, och även om man ofta mäter in några kända punkter så behöver man inte ha dem inom synhåll från området man arbetar i.  Använder man en totalstation måste man ha med sig mer utrustning och man måste, innan man kan börja inmätning eller utsättning, mäta in flera kända punkter som man måste ha fri sikt till. 

### Inmätning
Vid inmätning utgår man från punkter, i regel stompunkter, med kända plana koordinater och ofta kända höjder och mäter sedan in detaljer och beräknar detaljernas koordinater och höjder och avslutar med att dokumentera dem, ofta i form av kartor eller ritningar.

#### Inmätning med totalstation
Vid inmätning ställer man upp totalstationen så att man har god sikt mot det som skall mätas.  Man mäter sedan in läget på några stompunkter eller andra kända punkter.  De mätningarna används på plats eller senare för att beräkna instrumentets läge.  Man mäter sedan in de detaljer som skall mätas.  Under mätningen eller senare beräknar man koordinater för de detaljer man har mätt in.  Koordinaterna för de inmätta detaljerna, som kan vara vägkanter, hus med mera, används senare till exempelvis kartor.

#### Inmätning med rover
Vid inmätning med rover börjar man i regel med att mäta in en eller några kända punkter.  Dels för att kontrollera att man har ställt in den rätt och dels för att förbättra noggrannheten.  Sedan mäter man in detaljerna.

### Utsättning
Vid utsättning utgår man liksom vid inmätning från kända punkter.  Skillnaden är att i stället för att mäta in detaljer och beräkna deras lägen så är deras koordinater och höjder kända.  Efter att ha beräknat instrumentets läge kan man sedan i instrumentet se hur långt från detaljens teoretiska värde man befinner sig och kan på så sätt närma sig dess faktiska värde.  Man brukar även mäta in utsättningens läge och dokumentera det.

#### Utsättning med totalstation
Vid utsättning har man i förhand, från till exempel en ritning, räknat ut koordinater för de detaljer som skall sättas ut och matat in dem i instrumentet.  Sedan ställer man på motsvarande sätt som vid inmätning upp totalstationen och mäter in några stompunkters lägen.
Det som nu skiljer sig från inmätning är att vid utsättning måste man beräkna instrumentets läge.  När sedan instrumentet vet var det befinner sig och var det pekar kan det räkna ut på vilken längd och vinkel det är till detaljerna som skall sättas ut.  Sedan mäter instrumentet hur långt från detaljens teoretiska läge man är med spetsen på prismastången så att man kan närma sig och markera det.

#### Utsättning med rover
Vid utsättning har man som vid användning av totalstation matat in detaljernas koordinater i instrumentet.  Och liksom vid inmätning med rover mäter man i regel in en eller några kända punkter.  Instrumentet räknar som vid utsättning med totalstation hur långt från detaljens teoretiska läge man är med spetsen på stången så att man kan närma sig och markera det.

### Avvägning
För att få detaljers läge i höjd måste man ofta avväga dem för att få tillräckligt hög noggrannhet.  Speciellt viktigt är detta när man vill att vatten skall rinna i en viss riktning.

## Reglering av mätning i Sverige och Finland

### Handbok i mät- och kartfrågor
Lantmäteriet ger ut Handbok i mät- och kartfrågor, "nya HMK", som är en del av Lantmäteriets webbplats. Den kompletterar och delvis ersätter "gamla HMK", Handbok till mätningskungörelsen, en serie handböcker som bland annat innehåller mer detaljerade regleringar av hur noggranna mätningarna skall vara, vilka mätmetoder som skall användas med mera.
Innan "gamla HMK" kom reglerades den geodetiska mätningen genom Tekniska förklaringar och anvisningar till mätningskungörelsen (TFA), som även den kom från Lantmäteriet.  TFA skiljde sig i huvudsak från HMK genom att äldre mätmetoder användes och genom att de var reglerade mer i detalj.

### Anvisningar för planläggningsmätning
I Finland regleras en del av planläggningsmätningen av Anvisningar för planläggningsmätning som ungefär motsvarar Handbok till mätningskungörelsen.